# مالغرات دي مار
بلدية مالغرات دي مار (بالكاتالانية: Malgrat de Mar) هي إحدى بلديات مقاطعة برشلونة، والتي تقع في منطقة كاتالونيا، شرق إسبانيا.
يبلغ عدد سكانها 17.822 نسمة وفقاً لإحصائية سنة (2007).